# Људско тело
Људско тело представља целокупну структуру људског организма и обухвата главу, врат, труп, две руке и две ноге.
Док човек не достигне одрасло доба, тело се састоји од скоро 100 трилиона
ћелија основних јединица живота Ове ћелије су биолошки организоване да на крају оформе цело тело.

## Структура
| Састав људског тела Код здравог човека тешког 60 kg|        |                |
| Конституент                                      | Тежина | Проценат атома |
| Водоник                                          | 6.0 kg   | 63%            |
| Кисеоник                                         | 38.8 kg  | 25,5%          |
| Угљеник                                          | 10.9 kg  | 9,5%           |
| Азот                                             | 1.9 kg   | 1,4%           |
| Калцијум                                         | 1.2 kg   | 2,0%           |
| Фосфор                                           | 0.6 kg   | 0,2%           |
| Калијум                                          | 0.2 kg   | 0,07%          |

### Величина
Просечан одрасли човек (у развијеним земљама) висок је око 1,7-1,8 m, а одрасла жена је око 1,6–1.7 m. Висина је значајно одређена генима и исхраном. На тип тела и састав људског теласастав учествују фактори као што су генетика, исхрана и вежбање.

### Анатомија човека
Људска анатомија (грч. ἀνατομία, „дисекција“, од ἀνά, „горе“ и τέμνειν, „сећи“) првенствено је научна студија морфологије људског тела. Анатомија се дели на бруто анатомију и микроскопску анатомију. Бруто анатомија (такође позната и као топографска анатомија, регионална анатомија или антропотомија) је проучавање анатомски структура уз помоћ микроскопа, која укључује хистологију (студију организације ткива), и цитологију (проучавање ћелија). Анатомија, људска физиологија (студија функције), биохемија (студија хемије живих структура) су комплементарно основне медицинске науке које генерално заједно (или у тандему) за студенте који студирају медицинске науке.
Са неких гледишта људска анатомија је уско повезана са ембриологијом, компаративном анатомијом и компаративном ембриологијом, кроз заједничке корене у еволуцији; на пример, већи део људског тела задржава антички сегментни образац који је присутан код свих кичмењака где су основне јединице понављане, што је посебно очигледно на кичменом стубу и ребарном кавезу, и може бити праћено од веома раних ембриона.

Генерално гледано, лекари, стоматолози, физиотерапеути, сестре, болничари, радиографи и студенти одређених биолошких наука, уче бруто анатомију и микроскопску анатомију са анатомских модела, скелета, текстуалних књига, дијаграма, фотографија, лектура и туторијала. Проучавање микроскопске анатомије (или хистологије) може бити додато практичном искуству у проучавању хистолошких припрема (или слајдова) под микроскопом; и такође медицински и студенти стоматологије генерално уче анатомију уз практично искуство дисекције и посматрања лешева (мртвих људских тела). Темељно радно знање из анатомије је неопходно за све медицинске докторе, посебно хирурге, и докторе који раде неке дијагностичке специјалности, као што су хистопатологија и радиологија.

Људска анатомија, физиологија и биохемија су основне медицинске науке, које су генерално предаване студентима медицине у првој години факултета. Људска анатомија може да се учи регионално и систематски; што је, појединачно, проучавање анатомије телесних области као што су глава и груди или проучавање специфичних система, као што су нервни и респираторни системи. Значајна текстуална књига из анатомије, Грејева анатомија, недавно је преорганизована из системског формата у регионални формат, у складу са модерним учењима.